# Patricia Lambertus
Patricia Lambertus (* 1970 in Kempten) ist eine deutsche Künstlerin.

## Leben
Patricia Lambertus wuchs in Bochum auf. Sie studierte von 1996 bis 2004 Freie Kunst und Malerei an der Hochschule für Künste Bremen und ist Meisterschülerin von Karin Kneffel. Von 2000 bis 2001 war sie zudem Gaststudentin bei Katharina Grosse an der Universität der Künste Berlin. Von 2014 bis 2015 war sie Teilnehmerin des MentorINg-Programms für Künstlerinnen und Wissenschaftlerinnen der Universität der Künste Berlin. Sie lehrte als Lehrbeauftragte an der Kunsthochschule Berlin-Weißensee, der Hochschule für Künste Bremen und der Hochschule für Grafik und Buchkunst Leipzig. Sie lebt und arbeitet in Bremen und Berlin.

## Ausstellungen
- 2004 die Preisträger, Kunsthalle Wilhelmshaven
- 2010 Nothing is older than yesterday´s news, Goethe-Institut Damaskus / Syrien, im Rahmen des 1. Visual Arts Festival Damascus
- 2011 collagecity, Kreismuseum Osterburg, Altmark[2]
- 2012 sugar-free, Kunstverein Gera[3]
- 2013 Made in Balmoral, Künstlerhaus Schloss Balmoral, Bad Ems
- 2014 Rapport, Kunstverein Schwerin[4]
- 2015 15 Jahre Preis der NORDWESTKUNST, Kunsthalle Wilhelmshaven
- 2015 Homebase. Über das Interieur in der Gegenwartskunst, Kunsthalle Nürnberg
- 2015 Die Bilder der Anderen, Kommunale Galerie Berlin
- 2016 There Are Places I Remember, Durban Art Gallery, Südafrika
- 2016 Blaupause, Zentrum für interdisziplinäre Forschung, Bielefeld
- 2016 Apokalypse St. Stephani (Bremen)[5]
- 2017 uawg, Staatliche Majolika Manufaktur Karlsruhe
- 2017 Interieur III – Die Außenwelt der Innenwelt, Schloss Agathenburg
- 2018 bochumerkünstler2018, Museum Bochum
- 2018 WILD, Schloss Werdenberg, Kanton St. Gallen, Schweiz im Rahmen der Schlossmediale

## Auszeichnungen
- 2003 Thales Förderpreis der NORDWESTKUNST – Kunsthalle Wilhelmshaven

## Kataloge
- 2015 Das Homebase. Das Interieur in der Gegenwartskunst, Kerber Verlag, Herausgeber Kunsthalle Nürnberg und Kai 10 – Arthena Foundation ISBN 978-3-7356-0149-0
- 2016 Patricia Lambertus: Apokalypse, Open Space Edition, ISBN 978-3-9817283-5-4